# Koile

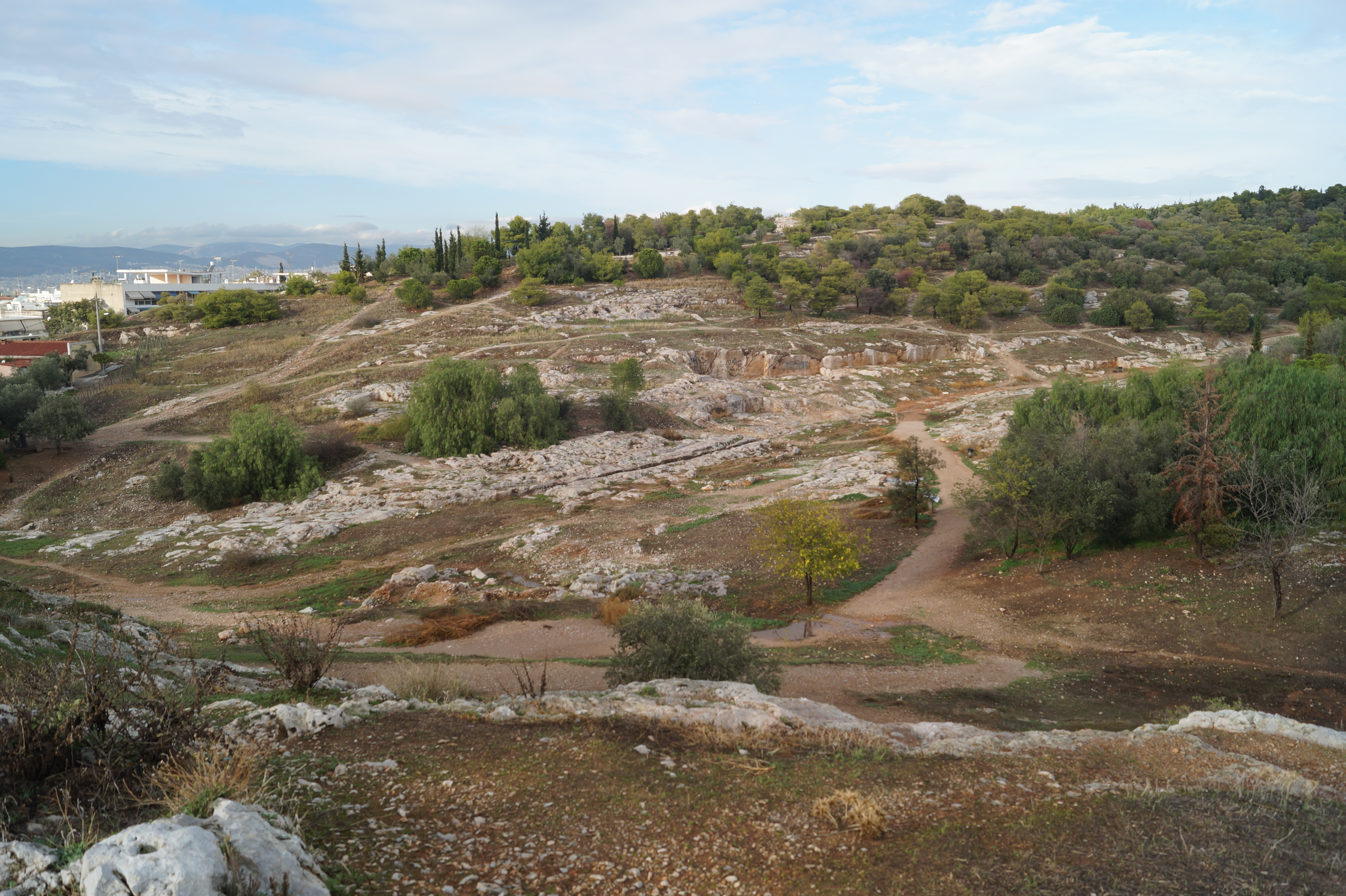
Überreste des Demos Koile

Koile (altgriechisch Κοίλη Koílē „Talgrund“) war in der Antike einer der dichtest besiedelten Demen der Stadt Athen. Er gehörte nach den Reformen des Kleisthenes zunächst zur Phyle Hippothontis, in dieser zur Trittys („Drittel“) asty („Stadt“) Peiraeus und lag teilweise innerhalb und außerhalb der Themistoklischen Stadtmauern westlich der Akropolis. Von 307/6 v. Chr. bis 201/0 v. Chr. wurde er der Phyle Demetrias zugeordnet, bevor er wieder zur Hippothontis zurückkehrte. Der Demos stellte drei Mitglieder für den Rat der 500 (Bule).

## Lage

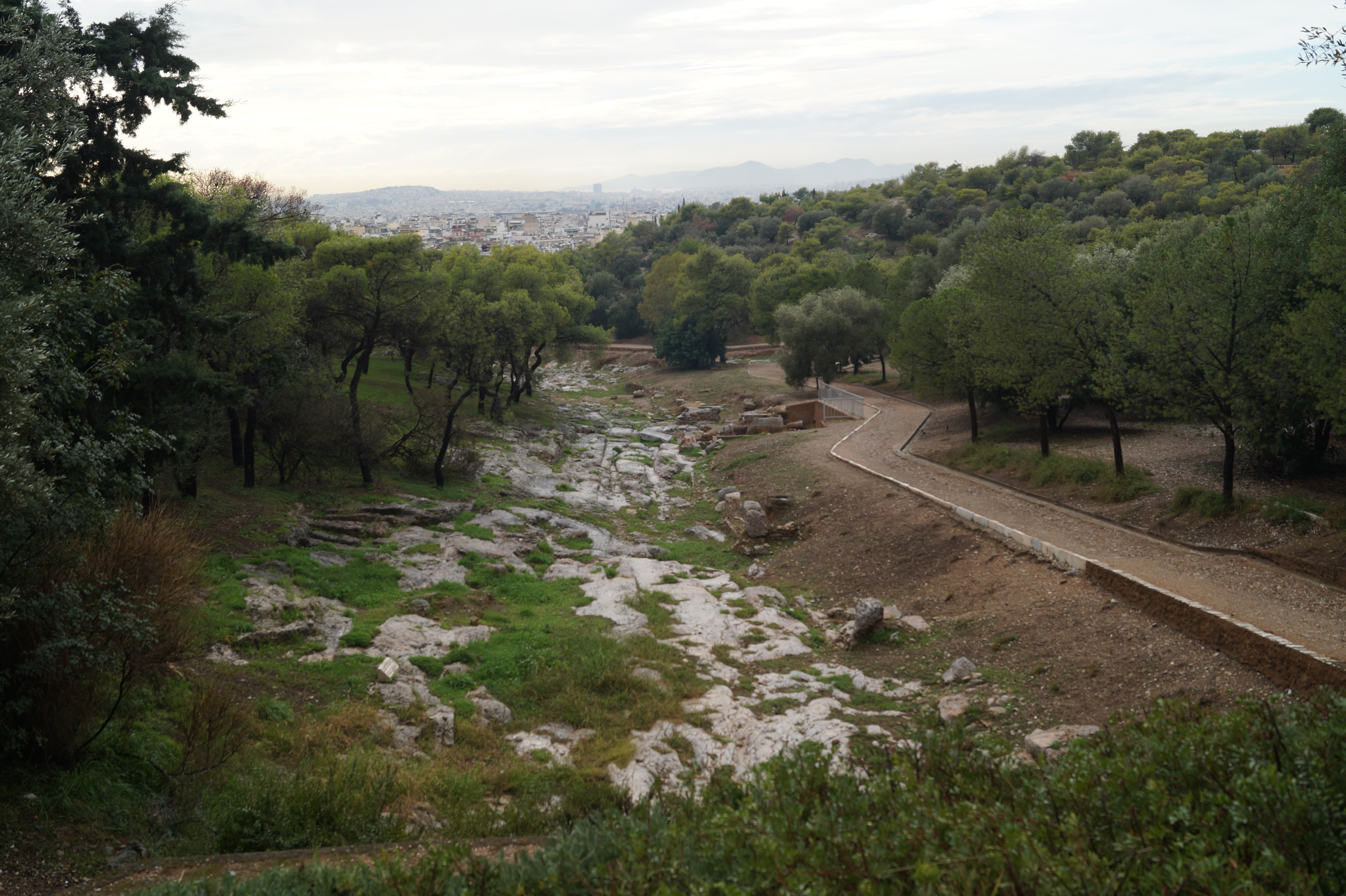
Koile-Straße

Herodot berichtet, dass an der Koile-Straße (altgriechisch διὰ Κοίλης = Hohlweg) beim Tor Dipylon über den Toren in der Diateichisma das Grab des Kimon, als Teil der sogenannten Kimoneia, lag. Ihm gegenüber sollen seine Rosse, mit denen er dreimal in Folge die Olympischen Spiele der Antike gewann, begraben sein. In seinem Grab wurde später Thukydides beigesetzt. Die Straße führte vom Eingang der Akropolis nach Westen zwischen dem Musenhügel und der Pnyx durch das Tor Dipylon über den Toren. Von hier folgte die Straße dem Taleinschnitt zwischen Musenhügel und Nymphenhügel. In der Ebene angekommen führte sie durch ein Tor in der Themistoklischen Stadtmauer und führte zwischen den Langen Mauern nach Piräus. Es handelte sich um den wichtigsten Handelsweg Athens, der dank der Langen Mauer auch in Kriegszeiten zur Verfügung stand. Der Demos Koile erstreckte sich von dem Tor Dipylon über den Toren entlang der Koile-Straße bis vor das Tor in der Themistoklischen Stadtmauer. Im Nordosten lag der Demos Melite, im Osten der Demos Kollytos und im Norden der Demos Keiriadai.

## Beschreibung
Westlich des Grabes des Kimon ist die Straße auf etwa 500 m ausgegraben. Die Straße ist in den Fels geschlagen und verfügt teilweise über Spurrillen zur Führung der Wagen und über kleine Rinnen zum Abführen des Regenwassers. Sie war zwischen 8 und 12 m breit und erweiterte sich im unteren Teil zeitweise auf 21 m. Zu beiden Seiten der Straße fand man in den Fels geschlagene Fundamente für öffentliche Gebäude, Wohnhäuser und Geschäfte sowie künstliche Rinnen, um das Regenwasser abzuführen. Wegen der in den Fels eingetieften Treppen wurde der Bereich auch Skalakia (griechisch Σκαλακία = kleine Treppe) genannt. Am westlichen Ende der Straße Antaiou im Athener Ortsteil Asyrmatos fand man einen antiken monumentalen Brunnen. Man vermutet, dass sich in dessen Nähe das Tor in der Themistoklischen Stadtmauer befand.

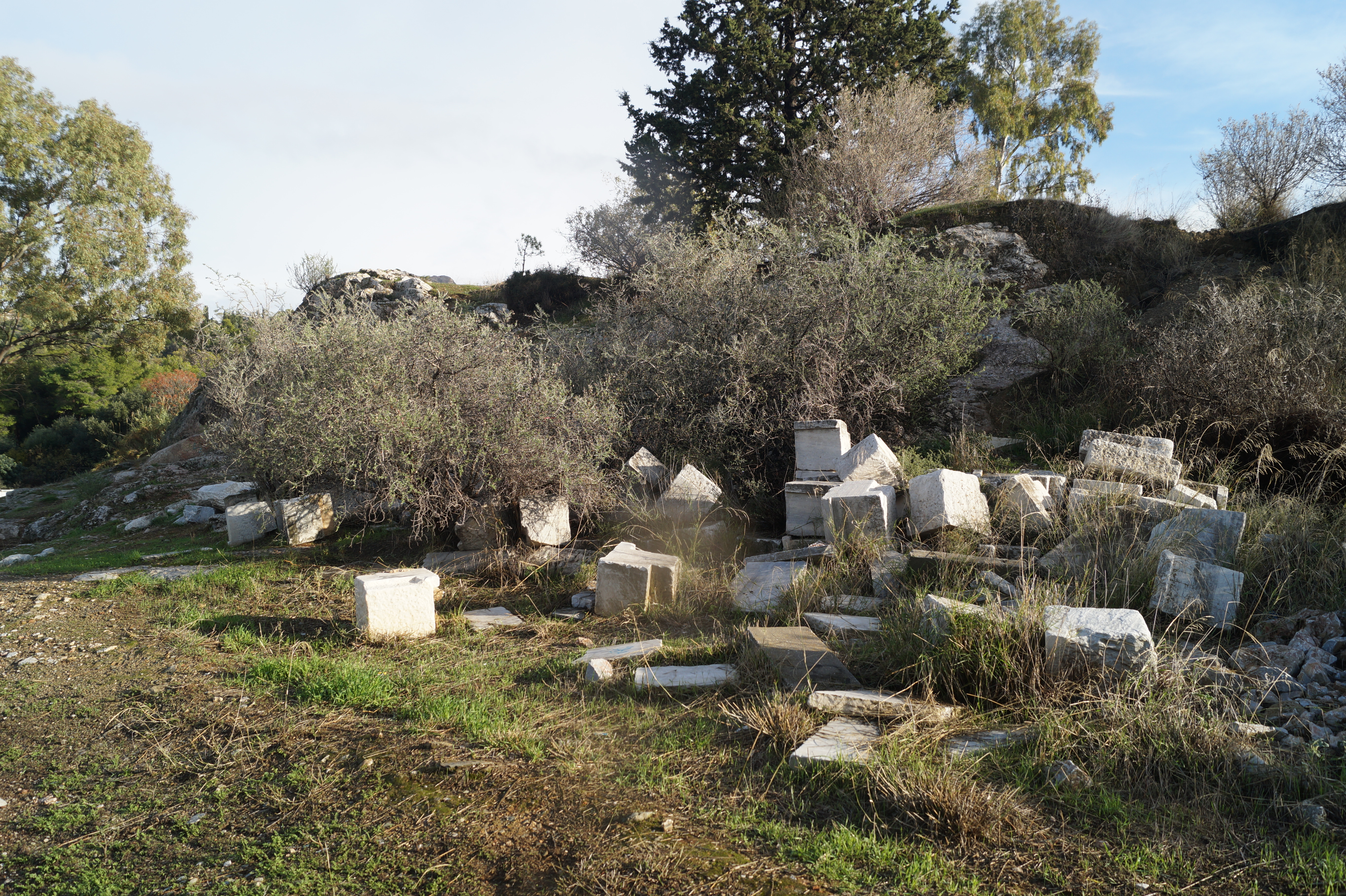
Marmorblöcke des abgerissenen Bastia-Theaters

Von der Archaischen bis in die Klassische Zeit (6.–4. Jahrhundert v. Chr.) florierte Koile. Nach dem Bau der Diateichisma um 330 v. Chr. lag der Demos außerhalb der Stadtmauern und wurde über die Jahre von seinen Einwohnern verlassen. In Hellenistischer Zeit wurde die Straße verschmälert und am Straßenrand wurden Gräber errichtet. In der folgenden römischen Epoche wurde die Straße weiter verschmälert und weitere Grabmonumente errichtet. Aus beiden Epochen sind heute in den Fels getriebene Kistengräber sichtbar. Im 19. Jahrhundert wurde in dem Tal die alte Marineschule errichtet. 1922 wurde hier eine Flüchtlingssiedlung für griechische Flüchtlinge aus Antalya errichtet. Die Siedlung wurde nach der Funkantenne, die hier stand, Asyrmatos (griechisch Ασύρματος = Funkanlage) genannt. 1939 wurde unter der Diktatur des Ioannis Metaxas im unteren Bereich des Tales der Bau eines etwa 100 m breiten Theaters nach antikem Vorbild begonnen. Der Bau des sogenannten Bastia-Theaters wurde jedoch durch den Zweiten Weltkrieg unterbrochen und so wurde es nie fertiggestellt. 1998–2004 wurden im Tal zwischen Nymphen- und Musenhügel Ausgrabungen durchgeführt und durch Rückbau der Naturraum wieder hergestellt. 2001 wurden die Ruinen des Bastia-Theaters abgerissen.